# 范德华力

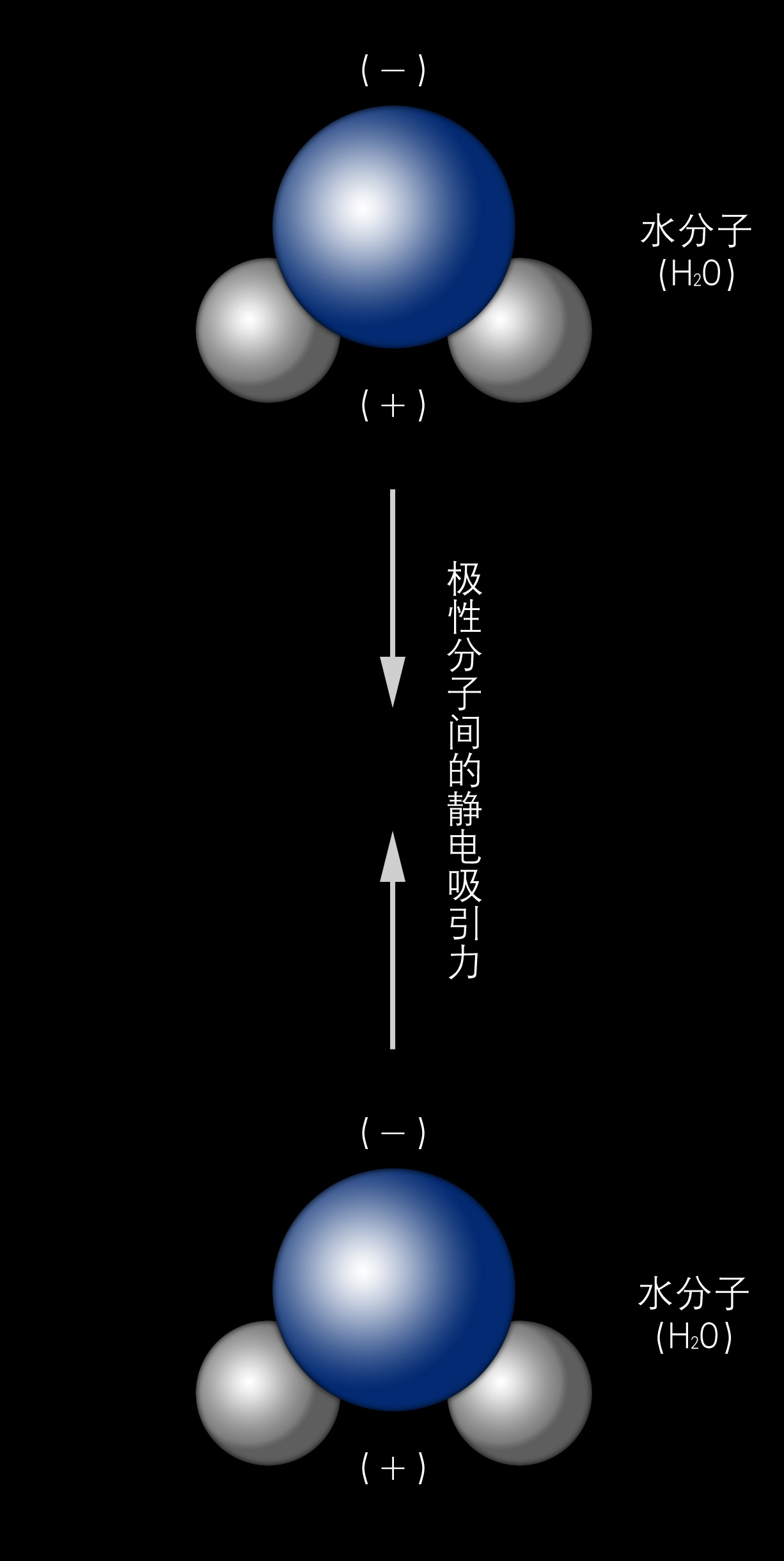
水分子之间的氢键（主要）和范德华力

范德华力（英語：van der Waals force）又名范德瓦耳斯力，在化学中指分子或稀有气体原子之间非定向的、无饱和性的、较弱的相互作用力，根据荷兰物理学家约翰内斯·范德瓦耳斯命名。范德华力是一种静电相互作用，但它比化学鍵或共價键弱得多，通常其能量小於5kJ/mol。范德华力的大小和分子的大小成正比。
范德华力的主要来源有三种机制：
1. 取向力（偶極－偶極力）：极性分子之间的相互作用力
2. 诱导力（偶極－誘導偶極力）：极性分子极化非极性分子，产生诱导偶极矩，并相互作用
3. 分散力：一对非极性分子由于本身电子的概率运动，可以相互配合产生一对方向相反的瞬时偶极矩，这一对瞬时偶极矩相互作用。这种机制是非极性分子中范德华力的主要来源，1930年由F.W.伦敦（英语：Fritz London）首先根据量子力学原理给出解释

范德华力的大小会影响物质尤其是分子晶体的熔点和沸点，通常分子的分子量越大，范德华力越大。水（氧化氢）比硫化氢的相对分子质量小，因此范德华力比后者弱，但由于水分子间存在更强的氢键，熔沸点反而更高。壁虎能夠在牆及各種表面上行走，便是因為腳上極細緻的匙突（spatulae）和接觸面產生的范德华力所致。

## 方程
对于无极性分子，两分子间作用力可近似用以下半经验公式表示：
{\displaystyle F(r)={\frac {\lambda }{r^{s}}}-{\frac {\mu }{r^{t}}}}